# Terrats
Terrats là một xã trong tỉnh Pyrénées-Orientales, vùng Occitanie phía nam nước Pháp. Xã Terrats nằm ở khu vực có độ cao trung bình 138 mét trên mực nước biển.